# Viluppuram
Viluppuram est une ville du Tamil Nadu en Inde de 121 198 habitants en 2014.